# تبادل آتش هیکاک-توت
تبادل آتش هیکاک-توت (انگلیسی: Hickok–Tutt shootout) یک تبادل آتش بود که در ۲۱ ژانویه ۱۸۶۵ در میدان شهر اسپرینگفیلد، میزوری میان دیویس توت قمارباز و وایلد بیل هیکاک رخ داد. این رویداد، یکی از معدود موارد ثبت‌شده در غرب وحشی از هفت‌تیرکشی سریع در یک مکان عمومی است که بعدها به عنوان شمایلی نمادین در موضوعات مختلف و بیشماری از جمله رمان‌های کیلویی، درام‌های رادیویی و فیلم‌های وسترنی مثل نیمروز مورد استفاده قرار گرفته و الگوبرداری شد. متعاقب آن، اولین داستان تبادل آتش در مقاله‌ای از مجله هارپر به سال ۱۸۶۷ به تفصیل بیان شد و وایلد بیل هیکاک را به یک نام آشنا و قهرمان عامی در میان مردم بدل نمود.